# York County (Nebraska)
York County is een county in de Amerikaanse staat Nebraska.
De county heeft een landoppervlakte van 1.491 km² en telt 14.598 inwoners (volkstelling 2000). De hoofdplaats is York.